# روكافورزاتا
رُكَفُرزَاتَة أو (نقحرة: روكافورزاتا) (بالإيطالية: Roccaforzata)‏ هي بلدية في مقاطعة طارنت في إقليم بولية الإيطالي.

## السكان
في سنة 1861 بلغ عدد السكان 853 نسمة، وتطور العدد ليصل في سنة 2011 لـ 1٬823 نسمة.
يظهر هذا المخطط البياني تطور النمو السكاني لـ روكافورزاتا